# Nadleśnictwo Chmielnik
Nadleśnictwo Chmielnik – jednostka organizacyjna Lasów Państwowych podległa Regionalnej Dyrekcji Lasów Państwowych w Radomiu. Siedziba nadleśnictwa znajduje się w Chmielniku, w powiecie kieleckim, w województwie świętokrzyskim.
Nadleśnictwo obejmuje część powiatów kieleckiego, buskiego, pińczowskiego i staszowskiego.

## Historia
Nadleśnictwo Chmielnik powstało 1 października 1946. Objęło ono przedwojenne lasy państwowe nadleśnictw Busko i Pierzchnica oraz lasy prywatne znacjonalizowane przez władze komunistyczne.
1 stycznia 1973 Nadleśnictwo Chmielnik zostało zlikwidowano, a należące do niego lasy włączono do nadleśnictw Pińczów i Kurozwęki. 18 kwietnia 1994 Nadleśnictwo Chmielnik zostało przywrócone.
Powierzchnia nadleśnictwa wynosi 11 144,41 ha.

## Ochrona przyrody
Na terenie nadleśnictwa znajduje się jeden rezerwat przyrody - Owczary.

## Drzewostany
Typy siedliskowe lasów nadleśnictwa (z ich udziałem procentowym):
- lasy mieszane 44,31%
- bory mieszane 28,26%
- bory 14,48%
- lasy 12,95%

Gatunki lasotwórcze lasów nadleśnictwa (z ich udziałem procentowym):
- sosna 75,97%
- dąb 8,83%
- brzoza 4,89%
- olsza 4,40%
- jodła 2,99%

Udział procentowy żadnego innego gatunku nie przekracza 1%.